# Iodate de strontium
L'iodate de strontium est le composé inorganique de formule Sr(IO3)2.

## Production
L'iodate de strontium peut être produit à partir de la réaction entre le carbonate de strontium et l'acide iodique, donnant le monohydrate ou l'hexahydrate d'iodate de strontium :
SrCO3 + 2HIO3 = Sr(IO3)2 + CO2 + H2O.

## Solubilité dans l'eau

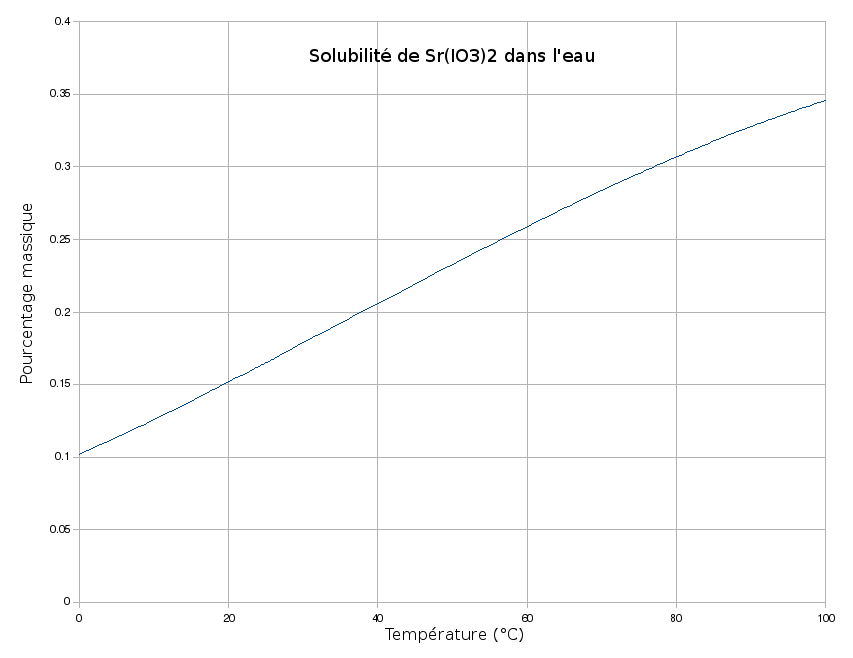
Solubilité dans l'eau.